# 馬岳梁

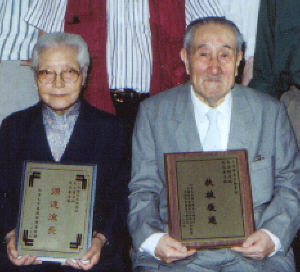
馬岳梁（右）、呉英華（左）夫婦1994年撮影

馬 岳梁（ま がくりょう、1901年 - 1998年）は、呉式太極拳三代目の代表人物の一人。二代目呉鑑泉の弟子であり、1930年呉鑑泉の長女呉英華と結婚し、呉鑑泉の婿でもある。満州族出身。

## 経歴
馬岳梁は北京協和医学院を卒業後、北京協和医院に就職。青年時代武術が嗜好し、呉式太極拳創始者である呉鑑泉家と何世代の親交があるため、呉鑑泉から「武術には専一が重要で、もし現在習っている（他の）武術を諦めて私に従われば、私の技を教えてあげる」（原文：“武術貴在専一，若棄所学而従余，当以技援汝。”）と勧められた。そのきっかけで、呉鑑泉の元で太極拳を専攻し始めた。
1928年、上海中山医学院顔福慶院長の要請で馬岳梁は上海に移住し、上海中山医院に転職した。同時期呉鑑泉が上海で太極拳の伝授を始めたため、馬岳梁も太極拳の教学に協力していた。生涯70年間あまりの太極拳教学の中で、上海鑑泉太極拳社副社長、社長を歴任。日中戦争時汪精衛政府の重要職に任命されたが、それを断るために上海から四川へ亡命した。その後四川、広西などの省で太極拳の伝授を行った。高齢になった後でも馬岳梁は太極拳の教学・普及に続けて力を注いだ。八十代のころ、呉式太極拳を世界に広げるために遠いドイツまで赴いた。その後妻呉英華と共にニュージーランド、オーストラリアを訪問した。

## 名誉及び受賞歴
- 1948年 - 上海鑑泉太極拳社社長に就任
- 1980年 - 上海鑑泉太極拳社が再開後、副社長に就任
- 1992年
  - 上海市人民政府に上海文史館館員として任命された。
  - 中国武術協会から「中国武術協会栄誉委員」称号を授かった。
- 1995年 - 中国武術協会、国家体育委員会武術運動管理中心から「中華武林百傑」称号を授かった。

## 著書
- 『呉鑑泉氏的太極拳』（中国語）　1930年代　著者：陳振民、馬岳梁　2010年再版　ISBN 9787537730136
- 『呉式太極拳快架』（中国語）　1987年　著者：馬岳梁、呉英華、施梅林　ISBN 7-5349-0121-9 /G122
- 『Wu Style Tai Chi Chuan Forms, Concepts and Application of the Original Style』　1991年　著者：馬岳梁、呉英華　ISBN 962-239-103-6
- 『Wu Style Tai Chi Chuan Push Hands』　1986年　著者：馬岳梁、Zee Wen　ISBN 962-239-100-1